# Alexander Reiner
Alexander Reiner, né le 4 mars 1885 à Panschwitz et mort le 10 mai 1960 à Berlin-Spandau, est un dentiste et un SS-Führer allemand. Il a commandé les camps de concentration de Columbia et de Sachsenburg pendant le troisième Reich.

## Biographie
Alexander Reiner fait des études dentaires à l'université de Leipzig, et devient dentiste en 1912. Il effectue son service militaire en 1914 auprès du Régiment royal de Uhlans saxons, et prend part à la première guerre mondiale jusqu'en 1916. Atteint de dysenterie, il est affecté comme dentiste à l'infirmerie de la forteresse de Dantzig. Il s'y établit en 1918.
Il rejoint la SS au plus tard au début des années 1930. Promu par le SS-Gruppenführer Werner Lorenz, Reiner devient SS-Führer en novembre 1933.
Après une courte période de formation au camp de concentration de Dachau, il est promu en novembre 1934 SS-Oberführer et nommé commandant du camp de Sachsenburg. Dès le 1er décembre 1934, il est nommé commandant du camp de Columbia. Le 18 avril 1935, il est mis en congé, ainsi que le commandant des gardes du camp, à la suite de la fuite commune d'un SS et de deux détenus, ainsi que de l'exécution de deux prisonniers. Reiner est incarcéré lors de l'enquête, inculpé d'incitation à homicide involontaire. Le procès aboutit à un non-lieu, et Reiner est suspendu de la SS le 13 juin 1935. Sollicité le 6 décembre 1934 par  Heinrich Himmler pour devenir commandant du camp de concentration de Dachau, il ne prend cependant pas le poste, car on lui reproche un comportement dissolu.
Il travaille ensuite comme dentiste à Berlin-Charlottenburg.